# Doryopteris rosenstockii
Doryopteris rosenstockii är en kantbräkenväxtart som beskrevs av Alexander Curt Brade. Doryopteris rosenstockii ingår i släktet Doryopteris och familjen Pteridaceae. Inga underarter finns listade.